# Tatsunoko
Tatsunoko Production Co., Ltd. (株式会社竜の子プロダクション ou 株式会社タツノコプロダクション - Kabushiki gaisha Tatsunoko Purodakushon) é uma empresa de animação japonesa fundada em 19 de outubro de 1962 por Tatsuo Yoshida, considerado pioneiro na produção de animes, juntamente com seus irmãos Kenji e Toyoharu (mais conhecido como Ippei Kuri).
O nome da empresa tem um duplo significado em japonês, podendo ser "filho de Tatsu" (Tatsu um apelido para Tatsuo, fundador da empresa) ou "filho do dragão" que foi simbolizado por um cavalo marinho.  Os primeiros trabalhos da empresa foram adaptações de histórias em quadrinhos de super-heróis, mas a partir de 1965 iniciou as produções de animes como mídia de massa (Televisão) e seu primeiro sucesso foi Uchuu Ace, conhecido como Space Ace nos Estados Unidos. O desenho foi exibido no Brasil na década de 70 com o nome, Ás do Espaço.
A Tatsunoko Production deu origem a vários estúdios de animação, como Ashi Productions, 
J.C.Staff Studio Pierrot, Production I.G (fundada como IG Tatsunoko, ramo da Tatsunoko), Bee Train e Xebec, produtora de Martian Successor Nadesico e Love Hina.